# قانون حماية الأطفال على الإنترنت
قانون حماية الأطفال على الإنترنت هو أحد المشاريع التي تندرج تحت إطار القانون والذي اقترحه مجلس الكونجرس الأمريكي في الولايات المتحدة الأمريكية وذلك للحد من تعرض الأطفال للمواد الإباحية أو المحتوى الفاضح والغير لائق على الإنترنت. 

## الخلفية
اعتبرت المحكمة العليا الأمريكية المحاولات السابقة للكونغرس بما فيها من تقييد المحتوى غير اللائق على صفحات الإنترنت وقانون أدب الاتصالات وقانون حماية الأطفال عبر الإنترنت غير دستوريين وذلك على أساس التعديل الأول من الدستور. إن قانون حماية الأطفال على الإنترنت شكل تغييرا في استراتيجيات الكونغرس، ولم يكن لدى الحكومة الفدرالية وسيلة للتحكم المباشر داخل المدارس المحلية والمكتبات، وفر صندوق الخدمة الشاملة خصومات التي عادت بالفائدة على المدارس والمكتبات؛ هذه الخصومات مستمدة من رسوم الخدمة الشاملة التي تدفع من قبل المستخدمين وذلك من اجل شراء خدمات الاتصالات المؤهلة والوصول إلى الإنترنت، طلب الكونغرس من المدارس والمكتبات استخدام خصومات الأسعار الالكترونية للوصول إلى الإنترنت والوصلات الداخلية لشراء واستخدام مقياس حماية التكنولوجيا على كل جهاز متصل بالانترنت. وتطبق أيضا هذه الشروط  على مجموعة فرعية صغيرة من المنح المصرح بها بموجب قانون خدمات المكتبات والتكنولوجيا. 

## الشروط
يتطلب قانون حماية الأطفال من طلاب المدارس من مرحلة رياض الأطفال إلى الصف الثاني عشر استخدام خصومات لتشغيل خاصية إجراء حماية تكنولوجية فيما يتعلق بأجهزة الكومبيوتر الخاصة بها  للوصول إلى الإنترنت الأمن والذي بدوره يحمي من الوصول إلى الصور المرئية الفاحشة أو المواد الإباحية التي تستهدف الأطفال وتضرهم، يجب استخدام التدابير الوقائية والحماية التكنولوجية عند استخدام الأطفال للحاسوب، وينصص القانون على إن المدرسة أو المكتبة يجوز لهم تعطيل نظام الحماية المعني عند استخدام الحاسوب من قبل شخص بالغ. إن المدارس والمكتبات التي لا تتلقى خصومات أو تتلقى بعضها فقط كالخصومات السلكية واللاسلكية ليس عليها التزام بالتصفية. بدءا من عام 2007 ثلث المكتبات تقريبا اختارت التخلي عن المعدل الفدرالي لكي لا يطلب منهم إنشاء تصفية.
يحتوي هذا القانون على متطلبات يجب على المؤسسات العمل بها قبل إن تتمكن من تلقي أموال الحكومة. يجب على المدارس والمكتبات تقديم اشعار عام وعقد جلسة استماع على الأقل لمناقشة سياسة أمان الإنترنت المقترحة بحسب قانون حماية الأطفال على الإنترنت، من المفترض إن يحتوي هذا الاجتماع على تدابير لتقييد وصول القاصر إلى مواد غير ملائمة ومؤذية وسلامة القاصرين عند استخدام غرف الدردشة أو البريد الإلكتروني أو الرسائل الفورية أو إي نوع أخر من الاتصالات عبر الإنترنت. أيضا الكشف الغير مصرح بت عن المعلومات الشخصية للقاصرين. يتطلب من المدارس إن تراقب استخدم القاصرين للانترنت  ولكنها لا تتطلب تتبعا من قبل المكتبات. يفترض أن تتم تصفية جميع أنواع الوصول إلى الإنترنت، بالرغم من أن هذه المتطلبات قد لا تكون ذات تقييد للبالغين ولكن من المفترض إن تكون تصفية للمواد الإباحية والفاحشة وليس المواد الأخرى. 
المحتوى المطلوب تصفيته 
ومما يلي ما تم تصفيته ومنعه:
. المواد الفاحشة كما صنفها ميلر ضد كاليفورنيا 1973 
. استغلال الأطفال في المواد الإباحية على النحو المحدد 
. الضرر والأذى بالقاصرين 
بعض المصطلحات في هذا القانون مشروحة في القانون، بموجب قانون الجوار...
التحديد المحلي للمحتوى: يجب تحديد ما هو غير مناسب للقاصرين من قبل مجلس المدرسة أو الوكالة التعليمية المحلية أو المكتبة أو إي سلطة اميريكية أخرى مسؤولة عن تحديد واتخاذ القرار. لا يجوز لأي جهاز أو وكالة تابعة للحكومة وضع معايير لاتخاذ القرار وتحديده أو مراجعة قرار الوكالة الصادر عن المدرسة المعتمدة أو مجلس المدرسة أو الوكالة التعليمية المحلية أو المكتبة أو أي سلطة أخرى
الضرر بالقاصرين يقصد به: صورة أو ملف أو إي تصوير فيديو مرئي أو إي تصوير بأي شكل من الأشكال يحتوي على مشاهد فاضحة أو يثير اهتمام حول العري أو الجنس أو يصور في طريقة سيئة وواضحة وغير مناسبة للقاصرين والتي تعرض أفعال جنسية أو فاضحة.
يوجد استثناء لأغراض البحث الحسن النية، يمكن للمؤسسة السماح للبالغين بالسعي والبحث في المواد المشروعة ورغم ذلك لا يقدم القانون إي تعريف للبحث الحسن النية. هذا وقالت المحكمة الأمريكية العليا إن المكتبات تعتمد سياسة استخدام شبكة الإنترنت  التي تنص على إلغاء الحظر على المستخدمين البالغين  ومن غير السؤال عن سبب تعطيل التصفية للبالغين وقد صرح القاضي رينكويست إن هذا الحظر الخاطئ قد يمثل صعوبات دستورية، إي مخاوف من هذا القبيل تبدد بالسهولة التي قد يقوم بها المستفيدين بتعطيل الحظر والتصفية. عندما يستخدم البالغ موقع محظور يحتاج فقط إلى إن يخبر أمين المكتبة بان يفك الحظر عن الموقع وهذا يأخذنا إلى البحث الحسن النية طالما تم إلغاء التصفية. 
تتضمن المحتويات الأخرى التي تمت تصفيتها المواقع التي تحتوي على كلمات غير لائقة أو مدونات غير لائقة، من الممكن إن تكون هذه الأمور مقيدة بعض الشيء للطلاب حيث تم منع المورد الذين يرغبوا باستخدامه من خلال التفسيرات الغامضة للمرشح لسبب حظر الصفحة.
دستورية القانون 
17/1/2001 صوتت جمعية المكتبات الأمريكية لتحدي القانون على أساس انه يلوم المكتبات بحظر الوصول إلى المعلومات المحمية دستوريا على الإنترنت  وتم اتهامه بالتعارض مع الجهود الفدرالية لسد الفجوة الرقمية لجميع الأمريكيين وجادلت انه لا يوجد برنامج تصفية يميز بنجاح الكلام المحمي دستوريا عن الكلام غير القانوني على الإنترنت. 
من خلال العمل مع الاتحاد الأمريكي للحريات المدنية  نجح تحالف المحكمة الجزئية الأمريكية للمنطقة الشرقية من ولاية بنسلفانيا في قرار مؤلف من 200 صفحة، لا يمكن للمكتبة العامة الامتثال للقانون دون حجب قدر كبير من الكلام المحمي. 
تم الاستئناف عند المحكمة العليا وتم تأييد القانون واعتبر دستوري كشرط مفروض على المؤسسات مقابل التمويل الحكومي في دعم القانون هذا وقد أوضحت المحكمة العليا إن دستورية القانون سيتم تأييدها كما تمثل الحكومة، يقوم أمين المكتبة بإلغاء الحظر عن المواد التي تمت تصفيتها أو تعطيلها دون تأخير وذلك بناء على طلب المستخدم.
اختتم رئيس المحكمة العليا رينكويست برفقة القاضية ساندرا داي اوكونر والقاضي انتونين سكاليا والقاضي كلارنس توماس نقطتين:  الأولى، نظرا لان استخدام المكتبات العامة لبرمجيات الإنترنت لا ينتهك حقوق التعديل الأول للمستفيدين فان قانون حماية الأطفال لا يحث المكتبات على انتهاك الدستور وهي ممارسة صحيحة للكونجرس، لا يمكن للمكتبات فصل العناصر بشكل فردي لاستبعادها وغالبا ما يؤدي حظر المواقع إلى استبعاد المعلومات القيمة ولذلك تقوم المكتبات بتقييد الوصول إلى فئات معينة من المحتوى ولا يفرض القانون شرط غير دستوري على المكتبات التي تتلقى إعانات من خلال مطالبتهم كشرط في هذا الإيصال بالتنازل عن حقهم في التعديل الأول لتزويد الجمهور بإمكانية الوصول إلى الكلام المحمي. 
اجاز نص القانون للمؤسسات تعطيل المرشح عند الطلب للبحث بحسن نية أو لاي غرض قانوني أخر، من المتوقع إن يقدم الشخص البالغ تبريرا لطلبه ولكن بموجب التفسير الذي حث عليه النائب العام واعتمدته المحكمة العليا، يطلب من المكتبات اعتماد سياسة استخدام الإنترنت التي تنص على إلغاء حظر الإنترنت للمستخدمين البالغين 
التشريع بعد القانون 
تم النظر في محاولة توسيع القانون ليشمل مواقع ويب الشبكات الاجتماعية من قبل الكونجرس الأمريكي في عام 2006 , قانون حذف المفترسين عبر الإنترنت،  بذلت الجمعية الدولية للتكنولوجيا في التعليم واتحاد شبكات المدارس المزيد من المحاولات مؤخرا لحث الكونجرس على تحديث شروط القانون على أمل تنظيم وليس إلغاء وصول الطلاب الشبكات الاجتماعية وغرف الدردشة، لا يرغبون في حظر منافذ الاتصال عبر الإنترنت هذه تماما لأنهم يعتقدون إن الإنترنت يحتوي على محتوى قيم ومهم للطلاب